# Intercanvi Internacional per la Llibertat d'Expressió
L'Intercanvi Internacional per la Llibertat d'Expressió o IFEX (International Freedom of Expression Exchange), és una xarxa mundial de 95 organitzacions no governamentals independents que treballen a nivell local, nacional, regional i internacional per defensar i promoure la llibertat d'expressió com un dret humà fonamental.

## Història
L'IFEX ser fundada el 1992 a Mont-real, Canadà, per un grup d'organitzacions que van respondre a transgressions de la llibertat d'expressió arreu del món.

## Accions
Les operacions del dia a dia de l'organització estan a càrrec del personal de l'IFEX amb seu a Toronto, i són gestionades pel membre de l'IFEX Canadian Journalists for Free Expression (Periodistes Canadencs per la Llibertat d'Expressió).
L'objectiu d'aquestes accions és conscienciar el món mitjançant l'intercanvi d'informació en línia i la intervenció en temes com la llibertat de premsa, la censura a Internet, la llibertat d'informació, la difamació penal i les lleis de desacatament, la concentració dels mitjans de comunicació i els atacs als drets de lliure expressió de totes les persones, inclosos els periodistes, escriptors, artistes, músics, cineastes, acadèmics, científics, defensors dels drets humans i dels usuaris d'Internet.

## Campanyes i suport
L'IFEX treballa amb els seus membres mitjançant la creació i la participació en coalicions de suport i grups de treball i la publicació de declaracions conjuntes i demandes.
El 2011, l'IFEX va crear el Dia Internacional per Acabar amb la Impunitat, celebrat cada any el 23 de novembre. La campanya va atreure l'atenció mundial als casos d'agressió no resolts contra les persones que estaven simplement exercint el seu dret a la llibertat d'expressió.

## Informació en línia
L'IFEX publica els casos i esdeveniments sobre la llibertat d'expressió a través de la seva pàgina web, butlletins electrònics i informes especials. El contingut està disponible en diversos idiomes (anglès, francès, espanyol i àrab). El lloc web conté un arxiu en línia de recerca de violacions del dret a la llibertat d'expressió que es remunten a 1995.